# Liste der denkmalgeschützten Objekte in Dobršín
Grundlage dieser Liste der denkmalgeschützten Objekte in Dobršín ist die ÚSKP-Liste (Ústřední seznam kulturních památek České republiky, deutsch Zentrale Liste der Kulturdenkmäler der Tschechischen Republik), die von der tschechischen Denkmalschutzbehörde NPÚ (Národní památkový ústav, deutsch Nationale Denkmalbehörde) seit 1987 geführt wird und an die seit dem Jahr 1850 geschaffenen Listen anschließt.

## Denkmalgeschützte Objekte nach Ortsteilen
| Lage                                                | Objekt   | Beschreibung | ÚSKP-Nr.                  | Bild           |
| --------------------------------------------------- | -------- | --- | ------------------------- | -------------- |
| Dobršín, Dorfplatz 18 (Standort)                    | Landhaus | Barock-klassizistisches Gehöft mit Umfassungsmauerwerk, Deckenkonstruktionen, Dachstühlen, Gewölben. Erhalten ist die Anordnung der einzelnen Gebäude. | 22092/4-3396 Info Katalog | Landhaus       |
| Dobršín, Dorfplatz 17 (Standort)                    | Landhaus | Barock-klassizistisches Gehöft mit einem Tor, historischen Gebäudestrukturen, Form und der Neigung der Dächer, architektonischen und gestalterischen Lösungen und äußere Erscheinung. | 23527/4-3395 Info Katalog | Landhaus       |
| Dobršín, Dorfplatz 8 (Standort)                     | Landhaus | Barock-klassizistisches Gehöft mit einer Kapelle, Dachstuhl, Grundriss des Innenhofs, Grundriss des Wohnhauses, Erscheinungsbild und architektonische Gestaltung einzelner Gebäudeteile des Gehöfts erhalten.                                                                                     | 27796/4-3390 Info Katalog | Landhaus       |
| Dobršín, Dorfplatz 19 (Standort)                    | Landhaus | Klassizistisches Gehöft mit jüngeren architektonischen Veränderungen, Grundriss des Hofes und Aufteilung der Gebäude erhalten. | 27797/4-3397 Info Katalog | Landhaus       |
| Dobršín, Dorfplatz (Standort)                       | Kapelle  | Kleines Sakralgebäude in der Mitte des Dorfplatzes, geprägt von Klassizismus und neugotischen Bauströmungen. | 15687/4-3399 Info Katalog | weitere Bilder |
| Dobršín, Dorfplatz 12 (Standort)                    | Landhaus | Ein Beispiel für ein Landgut aus dem 19. Jahrhundert, das in seinem ursprünglichen Kern, Form und Neigung der Dächer und Grundfläche des Hofes erhalten geblieben ist. Die architektonische Grundgestaltung einzelner Gebäude, das äußere Erscheinungsbild von Ställen und Scheunen ist erhalten. | 21269/4-3392 Info Katalog | BW             |
| Dobršín, Dorfplatz 2 (Standort)                     | Landhaus | Gehöft, Getreidespeicher und Scheune auf der Dorfseite umzäunter Hof. | 18415/4-3386 Info Katalog | Landhaus       |
| Dobršín, Dorfplatz 9 (Standort)                     | Landhaus | Barock-klassizistisches Gehöft, Getreidespeicher. Die Gestaltung des Hofes und die Aufteilung des Wohnhauses sind erhalten. | 41294/4-3391 Info Katalog | Landhaus       |
| Dobršín, Dorfplatz 13 (Standort)                    | Landhaus | Barock-klassizistisches Gehöft, die Gestaltung einzelner Gebäude und des gesamten Innenhofs ist erhalten. | 45467/4-3393 Info Katalog | Landhaus       |
| Dobršín, Dorfplatz 1 (Standort)                     | Landhaus | Barock-klassizistisches Gehöft mit erhaltenen historischen Elementen. Die Grundrissfläche und das äußere Erscheinungsbild der Gebäude sind erhalten. | 36729/4-3385 Info Katalog | Landhaus       |
| Dobršín, Dorfplatz 6 (Standort)                     | Landhaus | Barock-klassizistisches Gehöft, barocker Giebeln des Wohnhauses. | 37618/4-3389 Info Katalog | Landhaus       |
| Dobršín, Dorfplatz 16 (Standort)                    | Landhaus | Ursprünglich ein klassizistisches Gehöft, Form und Neigung der Dächer, historische Gebäudestrukturen erhalten. | 34653/4-3394 Info Katalog | Landhaus       |
| Dobršín, Dorfplatz 21 (Standort)                    | Landhaus | Ursprünglich ein klassizistisches Gehöft mit jüngeren Umbauten. Neben den historischen Bauwerken sind auch die Form und die Neigung der Dächer, das äußere Erscheinungsbild, die Umzäunung des Hofes und des Gartens sowie die Gesamtaufteilung des Hofes erhalten.                               | 33278/4-3398 Info Katalog | Landhaus       |
| Dobršín, Dorfplatz 4 (Standort)                     | Landhaus | Barock-klassizistisches Gehöft, Getreidespeicher, Wohnhaus, Scheune. | 35305/4-3388 Info Katalog | Landhaus       |
| Dobršín, Dorfplatz, ursprünglich Nr. 3 2 (Standort) | Landhaus | Barock-klassizistisches Gehöft erhaltene Gebäude, Gewölbe, Form und Neigung der Dächer. | 35712/4-3387 Info Katalog | Landhaus       |